# SN 2012by
SN 2012by – supernowa typu II, odkryta 25 kwietnia 2012 roku w galaktyce UGC 8335. W momencie odkrycia, miała maksymalną jasność 17,6m.